# Cristatogobius albius
Cristatogobius albius är en fiskart som beskrevs av Chen, 1959. Cristatogobius albius ingår i släktet Cristatogobius och familjen smörbultsfiskar. Inga underarter finns listade i Catalogue of Life.